# 상하좌우

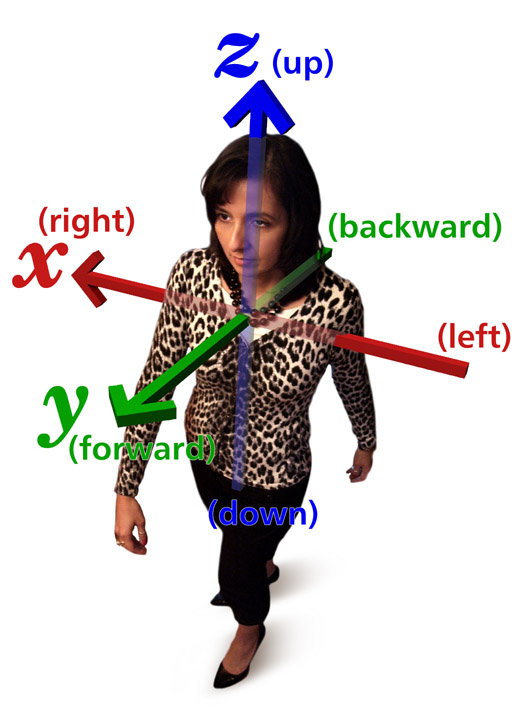
오른손 좌표계의 뒤집히지 않은 이미지로, 사람을 기준으로 x(오른쪽-왼쪽), y(앞-뒤) 및 z(위-아래) 축을 설명한다.

상하좌우(上下左右)는 위(상), 아래(하), 왼쪽(좌), 오른쪽(우)를 함께 지칭하는 말로, 상대적인 방향으로 사용된다.

## 오른쪽
오른쪽은 북쪽을 향하였을 때, 동쪽에 해당하는 방향이다.
- 거울에 비친 상은 왼쪽과 오른쪽이 바뀐 것이 아니라, 앞과 뒤가 바뀐 것이다.
- 오른쪽의 반대는 왼쪽이다.
- 예로부터 여러 국가나 문명에서 오른쪽은 왼쪽보다 선호되어 왔다.
- 서울특별시의 많은 지하철역들에서 내리는 문은 오른쪽이다. (삼성역, 복정역 등 일부 제외) 그러나 복정역, 모란역 등은 일부 노선에서만 내리는 문이 오른쪽이다.
- 한국의 택시는 승하차시 오른쪽 문을 이용하고 버스도 오른쪽 승하차 형편에 맞게 차체의 오른쪽으로 출입문이 설치되어 있다.
- 대부분의 사람들은 식사할때나 글을 쓸때나 각종 일을 할 때 오른손잡이가 많아 오른손을 많이 쓴다. 축구할때도 오른발을 쓰는 경우가 대부분이다. 반면 왼손잡이는 비교적 많지 않다.

## 왼쪽
왼쪽은 북쪽을 향하였을 때, 서쪽에 해당하는 방향이다.
- 거울에 비친 상은 왼쪽과 오른쪽이 바뀐 것이 아니라, 앞과 뒤가 바뀐 것이다.
- 왼쪽의 반대는 오른쪽이다.
- 예로부터 여러 국가나 문명에서 왼쪽을 선호하는 이는 오른쪽에 비해 소수였다.
- 서울특별시에서 코레일이 관할하는 역을 제외한 지하철역 중 내리는 문이 왼쪽인 역 (삼성역, 복정역 등)은 내리는 문이 오른쪽인 역 (잠실역, 강남역 등)에 비해 적다.
- 한국의 자동차는 미국,중국과 더불어 차체의 앞좌석 왼쪽에 운전대가 설치되어 있다. 반면 일본,영국 등의 국가는 오른쪽에 있다.
- 인물사진이나 인물화의 경우 정면에서 왼쪽을 더 중시한 형태로 촬영하거나 그리는 경우가 많다. 대표적으로 한국의 지폐에서 볼 수 있는 퇴계이황/율곡이이/세종대왕/신사임당의 초상화가 왼쪽을 더 중시한 형태로 그려진 경우를 들 수 있다.

## 같이 보기
- 십자 패드
- 회전
- 위치에 대한 해부학 용어